# Атлас (операция)
„Атлас“ е военно-диверсионна операция на СС от Нацистка Германия в Палестина, проведена през октомври 1944 година, според разсекретени от британската служба МИ5 архиви от пленена германска документация от Втората световна война.
Целта ѝ е ангажиране на вниманието на Съюзниците и евентуално отваряне на нов фронт, с цел защита на Източна Прусия и Ардените от съюзнически операции, докато Германия не се сдобие технологично с оръжие за масово поразяване с оглед прекратяване на войната и излизане от предложената схема на безусловна капитулация на срещата в Казабланка между Рузвелт и Чърчил през януари 1943 г.
За целта със самолет в Палестина в нощта на 6 октомври 1944 г. са стоварени 5-има командоси – трима немци и двама араби, като задачата им е била вдигане на арабски бунт в района срещу британците. Диверсантите са били оборудвани с оръжие, взривове, карти, пари и инструктирани и подготвени за начинанието от диверсант №1 на Райха – Ото Скорцени. На 16 октомври групата е заловена от британските власти. За диверсионната операция се разбира на 4 юли 2001 г., когато са били разсекретени около 200 секретни дотогава документи от британското МИ5.

## Кодово наименование
Операцията носи кодовото име на Атлас, от което произлиза и името на сборниците с географски карти. Атласът посредством Аурес завършва със скалист зъбер над водите на Средиземно море, там където се е намирал античен Картаген.